# فرانس کومون
فرانس کومون (به فرانسوی: Franz Cumont) باستان شناس، مورخ، واژه شناس (تاریخی تطبیقی) و محقق کتیبه شناسی از اهالی بلژیک بود.
وی در ژانویه ۱۸۶۰ در شهر آلست بلژیک دیده بر جهان گشود و در ۲۵ اوت ۱۹۴۷ درگذشت. کومون تحقیقات ارزنده‌ای در رابطه با آیین میتراییسم (مهرپرستی) به جهانیان عرضه کرد و او را پدر میتراپژوهی مدرن می‌دانند. وی در انتشار چندین دائرةالمعارف همکاری کرد. او عضو بیشتر آکادمی‌های اروپایی بود. در سال ۱۹۳۶، کومون جایزه فرانکی (جایزه فرانکی) را در علوم انسانی به خود اختصاص داد. وی در سال ۱۹۴۷ کتابخانه و اوراق خود را به آکادمی بلژیک در روم برای دسترسی محققان جهان اهدا کرد.